# Cases-de-Pène
Cases-de-Pène es una comuna francesa situada en el departamento de Pirineos Orientales, en la región de Occitania.

## Geografía

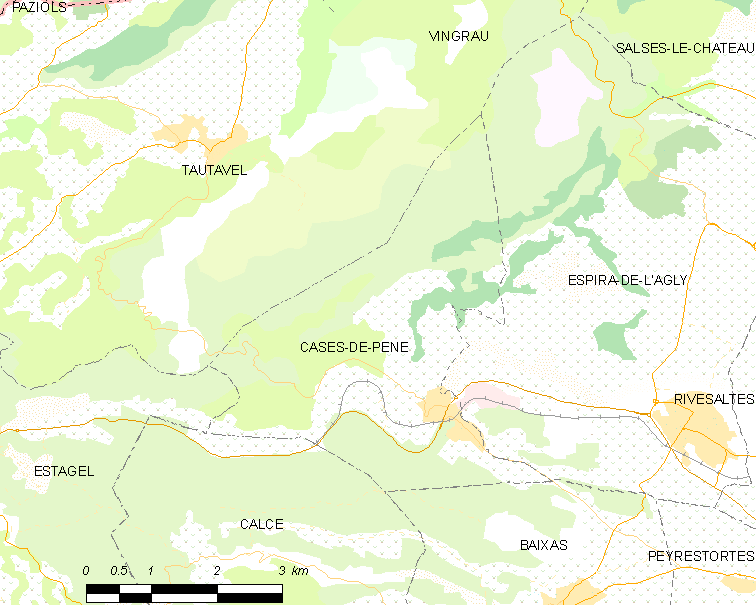
Situación de Cases-de-Pène

## Demografía
| 465 | 483 | 334 | 387 | 406 | 430 | 933 |
| Para los censos de 1962 a 1999 la población legal corresponde a la población sin duplicidades (Fuente: INSEE [Consultar]) |     |     |     |     |     |     |